# Euphoberia
Euphoberia – rodzaj wymarłych dwuparców z kohorty Archipolypoda i rzędu Euphoberiida.
Skamieniałości tych wijów pochodzą z pensylwanu (karbon) i znajdywane są na terenie Europy oraz Ameryki Północnej. Po raz pierwszy zostały opisane w 1868 przez F.B. Meeka i A.H. Worthena i początkowo ich przynależność systematyczna nie była jasna: różni autorzy uznawali je za pareczniki, dwuparce lub osobną grupę wijów. Współcześnie rodzaj ten wraz z Myriacantherpestes i Acantherpestes klasyfikuje się w rzędzie Euphoberiida, w obrębie Archipolypoda – wymarłej grupy dwuparców z podgromady Chilognatha.
Przedstawiciele rodzaju osiągali od 80 do 150 mm długości ciała, a ich tułów liczył między 20 a 60 segmentów. Ich metazonity uzbrojone były w parę prostych lub rozwidlonych kolców przyśrodkowych na grzbiecie, parę rozwidlonych i wygiętych kolców po bokach oraz małe i krótkie kolce w częściach tylno-bocznych, natomiast nie miały podobnych kolców w częściach przednio-bocznych. Ich sternity pozbawione były wywracalnych pęcherzyków.
Dotychczas opisano liczne gatunki Euphoberia oraz skamieniałości nie przypisane do gatunku, jak np. agregacje osobników młodocianych. Należą tu:
- Euphoberia absens Fritsch 1899
- Euphoberia anguilla Scudder, 1882
- Euphoberia armigera Meek et Worthen, 1868
- Euphoberia brownii Woodward, 1871
- Euphoberia carri Scudder, 1882
- Euphoberia cuspidata Scudder, 1890
- Euphoberia ferox Salter, 1863
- Euphoberia flabellata Scudder, 1882
- Euphoberia granosa Scudder, 1882
- Euphoberia histrix Fritsch 1899
- Euphoberia horrida Scudder, 1882
- Euphoberia hystricosa Scudder, 1890
- Euphoberia lithanthracis Jordan et Meyer, 1854
- Euphoberia simplex Scudder, 1890
- Euphoberia spinulosa Scudder, 1890
- Euphoberia tracta Scudder, 1890
- Euphoberia varians Fritsch 1899